# Popiszki (rejon święciański)
Popiszki (lit. Papiškė) – wieś na Litwie, w okręgu wileńskim, w rejonie święciańskim, w gminie Święciany.

## Historia
W czasach zaborów wieś w gminie Święciany, w powiecie święciańskim, w guberni wileńskiej Imperium Rosyjskiego. W 1866 roku miała 58 mieszkańców w 7 domach. W 1905 roku liczyła 73 mieszkańców, 98 dziesięcin.
W dwudziestoleciu międzywojennym wieś leżała w Polsce, w województwie wileńskim, w powiecie święciańskim, w gminie Kołtyniany.
W 1931 w 11 domach zamieszkiwało 55 osób.
Miejscowość należała do parafii rzymskokatolickiej w Święcianach. Podlegała pod Sąd Grodzki w Święcianach i Okręgowy w Wilnie; właściwy urząd pocztowy mieścił się w Cejkiniach.
Od 1945 roku w Litewskiej Socjalistycznej Republice Radzieckiej.
Od 1990 na niepodległej Litwie.